# Nectandra umbrosa
Nectandra umbrosa (Kunth) Mez – gatunek rośliny z rodziny wawrzynowatych (Lauraceae Juss.). Występuje naturalnie w Hondurasie, Nikaragui, Kostaryce, Panamie, Kolumbii oraz Ekwadorze. 

## Morfologia
PokrójZimozielone drzewo lub krzew dorastające do 20 m wysokości. Gałęzie są owłosione.
LiścieMają kształt od eliptycznego do lancetowatego. Mierzą 4–15 cm długości oraz 2–7 szerokości. Są lekko owłosione od spodu. Nasada liścia jest ostrokątna lub rozwarta. Wierzchołek jest spiczasty.
KwiatySą zebrane w wiechy. Rozwijają się w kątach pędów. Dorastają do 3–12 cm długości. Płatki okwiatu pojedynczego mają białą barwę. Są niepozorne – mierzą 3–6 mm średnicy.
OwocePestkowce o kształcie od elipsoidalnego do kulistego. Osiągają 9–14 mm długości. Osadzone są na krótkich szypułkach.

## Biologia i ekologia
Rośnie w wilgotnych wiecznie zielonych lasach. Występuje na terenach nizinnych.